# Розаш, Фернанду
Ферна́нду Жозе́ Ме́ндеш Ро́заш (порт. Fernando José Mendes Rosas; род. 18 апреля 1946, Лиссабон) — португальский историк, профессор и левый политик. Бывший активист Португальской коммунистической партии, лидер Революционного движения партии пролетариата, попутчик Революционной социалистической партии, одна из ведущих фигур Левого блока.

## Биография
Розаш родился 18 апреля 1946 года. Учась в средней школе Педру Нуньеш, в 1961 году он вступил в школьную организацию подпольной Португальской коммунистической партии, боровшейся с правоавторитарным режимом Салазара.
Он поступил на юридический факультет Лиссабонского университета, оставаясь активистом ПКП. Был осуждён во время волны репрессий в январе 1965 года (режим «Нового государства» арестовал десятки активистов студенческого сопротивления), когда руководил студенческим объединением своего факультета. Отбыв один год и три месяца в исправительном учреждении, он посвятил себя поддержке арестованных товарищей.
Красный май 1968 года и советское вторжение в Чехословакию в августе того же года побудили его порвать с просоветской коммунистической партией и сближаться с антисталинистскими кругами радикальных левых. В 1969 году он поддержал Демократическую избирательную комиссию, которая вместе с Избирательной комиссией за демократическое единство Мариу Суареша сформировала Демократическую оппозицию на выборах того года.
В 1969 году он был среди организаторов первого в Португалии публичного протеста против войны во Вьетнаме, поддержанном силами, связанными с Демократическим левым студенческим движением — организацией, в учреждении которой он участвовал в конце 1968 года. Затем он принял участие во втором протесте (на этот раз в центре Коимбры). В 1970 году участвовал в создании марксистско-ленинской партии маоистского толка MRPP — Реорганизационного движения партии пролетариата.
В августе 1971 года он был вновь арестован и доставлен в штаб-квартиру политической полиции ПИДЕ. Его подвергали пыткам в течение нескольких дней, а затем суды режима осудили его на 14 месяцев заключения.
После освобождения он вернулся к антифашистской активности. В марте 1973 года он активно поддерживал кампанию по обличению португальской охранки за убийство африканского лидера и идеолога национально-освободительного движения Амилкара Кабрала. Избежав очередной попытки задержания со стороны ПИДЕ, он сбежал и ушёл в подполье до Революции гвоздик 25 апреля 1974 года.
До 1979 года он был редактором газеты MRPP Luta Popular («Народная борьба»). Он представлял свою организацию оба раза, когда Рамалью Эаниш баллотировался на пост президента. После отхода от MRPP он несколько раз выступал независимым кандидатом в депутаты по спискам троцкистской Революционной социалистической партии с 1985 года.
В 1981 году Фернанду Розаш вернулся в университет, параллельно посвящая себя журналистике. Он вёл историческую рубрику газеты Diário de Notícias и её литературно-культурное приложение. Его сотрудничество с DN продолжалось до 1992 года, когда он получил двухнедельную колонку на страницах ещё одной газеты, Público.
В 1986 году окончил магистратуру по современной истории (XIX и XX века). Он был приглашен в качестве доцента на факультет гуманитарных и социальных наук Нового университета Лиссабона. В 1990 году он получил докторскую степень и ныне возглавляет Португальский институт современной истории (Instituto de História Contemporânea), а также является историческим консультантом Фонда Мариу Суареша и редактором журнала História.
В 1996 году он входил в политический комитет кандидата в президенты Жорже Сампайю.
В 1999 году он был среди основателей новой политической силы Левый блок (объединившей троцкистскую Революционную социалистическую партию, постмаоистский Народный демократический союз и еврокоммунистическую «Политику XXI»), постоянную комиссию которой он возглавил.
В 2001 году он баллотировался на пост президента Республики при поддержке Левого блока и получил 3 % от действительных голосов.
В 2006 году президентом Жорже Сампайю был награждён Орденом Свободы.
Розаш был депутатом Ассамблеи Республики с 1999 по 2002 год от Лиссабона и с 2005 года — от Сетубала.

## Избранные произведения
- As primeiras eleições legislativas sob o Estado Novo : as eleições de 16 de Dezembro de 1934, Cadernos O Jornal, 1985
- O Estado Novo nos Anos 30, Lisbon, Estampa, 1986
- O salazarismo e a Aliança Luso-Britânica : estudos sobre a política externa do Estado Novo nos anos 30 a 40, Lisbon, Fragmentos 1988
- Salazar e o Salazarismo (with JM Brandão de Brito), Publicacoes Dom Quixote, 1989, ISBN 978-972-20-0758-0
- Portugal Entre a Paz e a Guerra (1939/45), Lisbon, Estampa, 1990
- Portugal e o Estado Novo (1930/60), Vol. XII (ed), Nova História de Portugal, (gen. ed. A. H. de Oliveira Marques e Joel Serra), Lisbon, Editorial Presença, 1992
- O Estado Novo (1926/74), vol. VII, História Portugal (ed. J. Mattoso), 1994
- Dicionário de História do Estado Novo (with JM Brandão de Brito, ed.), Lisbon, Bertrand Editora, 1996
- Portugal e a Guerra Civil de Espanha (ed), Colibri, 1996, ISBN 978-972-772-016-3
- Armindo Monteiro e Oliveira Salazar : correspondência política, 1926-1955 (ed.), Lisbon, Estampa, 1996, ISBN 978-972-33-1182-2
- Salazarismo e Fomento Económico, Lisbon, Noticias, 2000
- Portugal Século XX : Pensamento e Acção Política, Lisbon, Noticias, 2004
- Lisboa Revolucionária, Lisbon, Tinta da China, 2007, ISBN 978-972-8955-45-8
- História da Primeira República Portuguesa (with Maria Fernanda Rollo), Lisbon, Tinta da China, 2009, ISBN 978-972-8955-98-4